# Атаев, Ашир
Ашир Атаев (туркм. Aşyr Ataýew) — туркменский государственный деятель.

## Биография
Родился в 1953 году в селе Багир Ашхабадской области Туркменской ССР.
В 1977 году окончил Туркменский государственный университет, получив специальность юриста.
Трудовую деятельность начал инспектором управления борьбы с хищениями социалистической собственности Министерства внутренних дел Туркмении. Далее работал старшим инспектором по особым поручениям, старшим инспектором отдела анализа, профилактики и информации, затем старшим инспектором отдела по отраслевым направлениям, начальником отдела, заместителем начальника отдела, старшим инспектором главного управления управления борьбы с хищениями социалистической собственности Министерства внутренних дел Туркмении. В дальнейшем занимал должности заместителя начальника управления уголовного розыска Министерства внутренних дел Туркмении, начальника управления внутренних дел на транспорте Министерства внутренних дел Туркмении, начальника департамента транспортной полиции Министерства внутренних дел Туркмении, начальника департамента полиции города Ашхабада.
С января по февраль 2003 года — заместитель министра внутренних дел Туркмении, начальник Главного отдела по предотвращению и раскрытию преступлений МВД Туркмении.
21.02.2003 — 12.08.2004 — министр внутренних дел Туркмении, ректор Академии полиции Туркмении.
12 августа 2004 года уволен по состоянию здоровья. Президент Туркмении Сапармурат Ниязов во время совещания с руководящим составом Министества внутренних дел Туркмении дал оценку деятельности Атаева, сообщив, что бывший министр проявлял излишнюю осторожность и бездеятельность из-за чего в Ашхабаде банда международных террористов подготовила государственное преступление.